# Alien (film)
Alien is een Britse-Amerikaanse sciencefiction/horrorfilm uit 1979, geregisseerd door Ridley Scott. De filmtitel refereert aan de antagonist van de film, een monsterlijk buitenaards wezen. De hoofdrollen worden vertolkt door Tom Skerritt, Sigourney Weaver, Veronica Cartwright, Harry Dean Stanton, John Hurt, Ian Holm en Yaphet Kotto.
De film won een Oscar voor de speciale effecten, waaronder het buitenaardse wezen (de alien) dat werd ontworpen door de Zwitserse kunstenaar H.R. Giger. In 2003 kwam er een director's cut in de bioscoop, met enkele extra scènes. De film was tevens het begin van een mediafranchise van inmiddels zeven films.

## Verhaal
Het is het jaar 2122. De U.S.C.S.S. Nostromo (Italiaans voor "stuurman"), een commercieel goederenruimteschip, vliegt naar de Aarde met aan boord enkele miljoenen tonnen aan erts. Het schip wordt bemand door zeven personen en een geavanceerde computer, die door de bemanning "Moeder" wordt genoemd. De bemanningsleden zijn de mannen Dallas, Ash, Kane, Parker en Brett en de vrouwen Ripley en Lambert.
Aan het begin van de film ontvangt Moeder een onbekend signaal van een nabijgelegen planeet. Moeder verandert daarop de koers omdat ze geprogrammeerd is om bij onbekend signaal op onderzoek uit te gaan. De bemanningsleden Dallas, Kane en Lambert verlaten het schip om de onbekende planeet te onderzoeken. Ze ontdekken er een gigantisch, oud en vreemd uitziend neergestort ruimteschip van onbekende afkomst. De groep treedt het schip binnen en ze vinden het gefossiliseerde lichaam van de piloot van het schip. Alleen is er iets raars met het lichaam aan de hand, het lijkt alsof er een granaat van binnenuit is ontploft want er zit een gat in het skelet waarvan de botten naar buiten zijn gebogen.
Kane daalt af naar een lager gelegen ruimte, waar hij in een enorm grote vochtige ruimte komt met duizenden bruin/beigeachtige eieren van een onbekende soort. Als Kane een ei van dichtbij wil bekijken opent het plotseling en er springt een soort slijmerig krabachtig wezen uit. Het organisme dat eruit komt smelt zich door het vizier van Kanes ruimtepak heen, waarna het organisme zich vastzuigt aan zijn gezicht. Kane reageert niet meer en als even later Dallas en Lambert kijken wat er gebeurd is, treffen ze de bewusteloze Kane aan met het krabachtige wezen als een masker om zijn gezicht geklemd. Dallas en Lambert brengen hem snel terug naar het ruimteschip, maar daar weigert Ripley, hoofd van het schip wanneer Dallas afwezig is, hen binnen te laten vanwege de quarantaineprotocollen. Ash laat hen tegen de regels in wel binnen.
Dallas en Ash proberen het organisme van het gezicht te verwijderen, maar het blijkt onmogelijk te zijn. Wanneer ze het wezen gedeeltelijk van zijn gezicht proberen af te knippen komt er bijtend bloed vrij dat zich door de vloer van het ruimteschip heen vreet. Het brandt gaten door meerdere dekken van het schip. De bemanning rent naar beneden om te kijken hoe het bloed zich door de dekken heen brandt. Dallas geeft zijn bemanning de opdracht weer aan het werk te gaan en laat Kane over aan Ash, die belast is met de medische taken in het schip. Later blijkt het vreemde wezen zich te hebben losgemaakt van Kane en verdwenen te zijn. Kane is vreemd genoeg weer wakker en hij kan zich niets herinneren van voor hij werd aangevallen.
De bemanning zoekt nog naar het wezen en ze treffen het dood aan op de grond. Ash onderzoekt het dode organisme en ziet dat het een soort embryodragende levensvorm is. Daarna besluit de bemanning nog even wat te eten voordat ze weer terugkeren in cryoslaap. Maar tijdens het eten wordt Kane ineens ziek, krijgt zeer hevige stuiptrekkingen van pijn, en uit zijn buik boort zich een klein wezentje met een staart naar buiten. (Het soortgelijke lijkt gebeurd te zijn met het lichaam in het gevonden ruimteschip). Voordat de bemanning ook maar een woord kan uitbrengen schrikt het wezen en verdwijnt snel. Om het te vangen besluit de bemanning zich in twee groepen op te delen die ieder apart van elkaar het schip verkennen. Ash heeft een speciaal locatiebepalingsapparaat bij zich waarmee hij het wezen probeert te lokaliseren. Wanneer ze denken het wezen te pakken te hebben blijkt het de huiskat van het ruimteschip te zijn, Jones, die schrikt en vlucht.
Brett wordt eropuit gestuurd om de kat te vangen om te voorkomen dat ze hem binnenkort weer voor het onbekende wezen aanzien. Tijdens zijn zoektocht vindt hij de huid van het wezentje. Het wezen lijkt wel verveld te zijn. Brett heeft niet door dat het wezen zo'n anderhalve meter gegroeid is met een lange scherpe staart, vlijmscherpe tanden en een bijtende tong. Hij komt het wezen tegen en wordt gruwelijk om het leven gebracht. Het wezen verdwijnt in de luchtschacht.
De bemanning realiseert zich dat het wezen de luchtschachten gebruikt om zich te verplaatsen. Dallas besluit de luchtschacht binnen te gaan gewapend met een vlammenwerper, met de bedoeling het wezen naar een opening te drijven om het de ruimte in te blazen. Met het locatiebepalingsapparaat ontdekt de bemanning dat het wezen zich snel richting Dallas verplaatst. Dallas probeert zich in veiligheid te brengen maar rent rechtstreeks in de armen van het wezen. Ze horen een gil en Dallas verdwijnt van het scherm.
Ripley vraagt Moeder advies om het wezen te vernietigen, maar ze krijgt te horen dat het transportbedrijf van het ruimteschip het wezen wil hebben om te onderzoeken, zelfs als dat ten koste moet gaan van de bemanning. Ash valt Ripley aan nadat hij gehoord heeft over het verzoek, maar Parker en Lambert arriveren net op tijd om Ripley in veiligheid te brengen. Parker gaat Ash te lijf met een brandblusser en dan blijkt dat Ash een androïde is, een robot. De drie overgebleven bemanningsleden besluiten de Nostromo te vernietigen en het schip te ontvluchten met de reservecapsule.
Terwijl Ripley de reservecapsule gereedmaakt voor vertrek gaan Parker en Lambert op zoek naar koelvloeistof voor de shuttle. Ripley gaat op zoek naar de huiskat, die nog midden in het schip zit. Dan hoort Ripley het gegil van haar collega's, waarna ze naar hen toe rent. Ze is te laat, het wezen heeft hen beiden gedood. Ripley activeert het zelfvernietigingsmechanisme en rent naar de shuttle, waar ze het wezen bij de ingang van de reservecapsule ziet staan. Ze probeert het zelfvernietigingsproces nog uit te schakelen maar ze is te laat. Ripley keert met Jones terug naar de reservecapsule waar het wezen verdwenen lijkt te zijn. Ze is net op tijd weg voor het ruimteschip explodeert. Ripley maakt zich op voor de cryoslaap, maar ontdekt dan dat het wezen zich heeft verborgen in de shuttle. Het lukt haar om het wezen uit de capsule te blazen door de deur te openen. Dan kan ze eindelijk beginnen met haar cryoslaap om te wachten tot ze wordt ontdekt door een ander ruimteschip.

## Rolverdeling
In totaal spelen er tien mensen in de film.
| Acteur              | Personage                                                 |
| ------------------- | --------------------------------------------------------- |
| Sigourney Weaver    | Ellen Ripley                                              |
| Tom Skerritt        | A.J. Dallas                                               |
| John Hurt           | G.W. Kane                                                 |
| Ian Holm            | Ash                                                       |
| Harry Dean Stanton  | S.E. Brett                                                |
| Yaphet Kotto        | J.T. Parker                                               |
| Veronica Cartwright | J.M. Lambert                                              |
| Helen Horton        | Stem van "Moeder" (hoofdcomputer moederschip de Nostromo) |
| Bolaji Badejo       | Wezen/Alien                                               |
| Eddie Powell        | Wezen/alien (alleen in de laatste scène, onvermeld)       |
| 4 katten            | Jones, huiskat Nostromo (onvermeld)                       |

## Achtergrond

### Oorsprong
Toen hij nog studeerde aan de Universiteit van Southern California, had Dan O'Bannon samen met regisseur John Carpenter een komische sciencefictionfilm gemaakt getiteld Dark Star. Door zijn ervaring met het maken van deze film ontstond bij Bannon het idee om een soortgelijke film te maken, maar dan met een horrorthema in plaats van een komedie. Een paar jaar later begon hij met een scenario te schrijven rond dit idee. Rond dezelfde tijd begon Ronald Shusett met een scenario dat uiteindelijk zou uitgroeien tot Total Recall. Hij zocht na het zien van Dark Star contact met O'Bannon, waarna de twee besloten samen te werken.
O'Bannons idee werd gekozen voor dit samenwerkingsproject omdat deze op het eerste gezicht goedkoper zou zijn om te produceren. O'Bannon had inmiddels een 29 pagina’s tellend scenario geschreven getiteld Memory. Hierin was al sprake van het concept van een groep astronauten die tijdens een missie uit hun slaap worden gehaald door een noodoproep. Hij had echter nog niet nagedacht over hoe het monster eruit moest gaan zien.
O'Bannon kreeg een aanbod om te gaan werken aan een verfilming van de roman Dune, en vertrok hiervoor zes maanden naar Parijs. Hoewel dit project uiteindelijk werd afgeblazen, kwam O’Brannon zo wel in contact met enkele artiesten wier ideeën hij kon gebruiken voor zijn film, waaronder Chris Foss, H.R. Giger, en Jean "Moebius" Giraud. Hij keerde terug naar Los Angeles om met Shusett verder te werken aan het scenario van Memory. Ze combineerden dit scenario met een ander filmidee van O’Bannon, over een groep gremlins die een B-17 bommenwerper zouden saboteren tijdens de Tweede Wereldoorlog. Dit idee werd gemoderniseerd naar een ruimteschip, en toegevoegd aan “memory” als tweede helft van de film.
De werktitel werd nu Star Beast, maar O'Bannon vond die naam niks en veranderde het al snel naar Alien. Shusett introduceerde het idee om van de alien een parasiet te maken die de lichamen van de astronauten zou gebruiken om zich voort te planten.
Bij het verfijnen van het scenario liet O'Bannon zich inspireren door verschillende oudere werken op het gebied van sciencefiction en horror, zoals The Thing from Another World, Forbidden Planet, Planet of the Vampires en "Junkyard"; een kort verhaal door Clifford D. Simak.
Toen het scenario voor 85 procent klaar was, presenteerden Shusett en O’Bannon het aan verschillende studio’s. Hierbij prezen ze het scenario aan als "Jaws in de ruimte. Eerst wilden de twee in zee gaan met Roger Cormans studio, toen op het laatste moment een vriend hen een beter bod deed. Het scenario kwam zo terecht bij Walter Hill, David Giler, en Gordon Carroll, die zelf een productiemaatschappij hadden opgericht die banden had met 20th Century Fox. O'Bannon en Shusett tekenden een contract met Brandywine, maar Hill en Giler waren niet tevreden met het scenario en lieten een groot aantal wijzigingen doorvoeren. Dit veroorzaakte spanningen tussen hen en O'Bannon en Shusett. Zo voegden Hill en Giler onder andere de androïde Ash toe.
20th Century Fox was eerst terughoudend in het financieren van een sciencefictionfilm. Na het succes van Star Wars in 1977 veranderde hun houding tegenover het genre echter. Fox wilde snel een eigen sciencefictionfilm uitbrengen om mee te liften op het succes van Star Wars en de opleving van het sciencefictiongenre, en Alien was een van de weinige scenario's die op dat moment beschikbaar waren. Alien kreeg daarom het groene licht, en een productiebudget van 4,2 miljoen dollar.

### Regie en ontwerp
O'Bannon rekende erop dat hij Alien mocht regisseren, maar 20th Century Fox vroeg Hill als regisseur. Hill sloeg het aanbod af vanwege zijn werk bij andere films, en omdat hij niet overweg kon met de grote hoeveelheid visuele effecten die in de film zou voorkomen. Peter Yates, Jack Clayton, en Robert Aldrich werden nadien benaderd, maar O'Bannon, Shusett, en het Brandywineteam waren bang dat geen van deze regisseurs de film serieus zou nemen en er eerder een B-film van zouden maken. Giler, Hill, en Carroll waren onder de indruk van Ridley Scotts debuutfilm The Duellists (1977) en benaderden hem daarom met het aanbod om Alien te regisseren. Scott ging direct akkoord.
Scott ontwierp in Londen enkele gedetailleerde storyboards voor de film. Deze waren voor 20th Century Fox indrukwekkend genoeg om het budget voor de film te verdubbelen naar 8,4 miljoen dollar. Scotts storyboard bevatte onder andere de eerste ontwerpen voor het ruimteschip en de ruimtepakken. Hierbij liet hij zich onder andere inspireren door 2001: A Space Odyssey en Star Wars.
O'Bannon introduceerde Scott aan H.R. Giger, die voor de film alle gedaantes van de Alien ontwierp. Voor het ontwerpen van de menselijke aspecten van de film haalde O'Bannon artiesten Ron Cobb en Chris Foss (met wie hij had samengewerkt aan Dark Star en Dune) erbij. Cobb hield zich vooral bezig met het ontwerpen van het interieur van het ruimteschip. Uiteindelijk werd gekozen voor een ontwerp vernoemd naar Joseph Conrads roman Nostromo.

### Acteurs
De audities voor de film vonden plaats in New York en Londen. Omdat er maar zeven menselijke personages in de film voorkomen, wilde Scott sterke acteurs hebben. Hij wilde zijn aandacht meer richten op het filmen van de effecten dan op het aansturen van de acteurs. Hij deed een beroep op Mary Selway om de audities te organiseren. Volgens het scenario konden alle rollen zowel door een man als door een vrouw worden vertolkt, zodat hier niet specifiek rekening mee gehouden hoefde te worden bij de audities. Ook konden Scott, Selway en Goldberg de rollen zo naar eigen inzicht invullen.
Om de acteurs te helpen zich beter in hun rollen te kunnen inleven, schreef Ridley Scott voor elk personage een biografie over hun persoonlijke geschiedenis.

### Opnamen
Alien werd opgenomen in een periode van 14 weken; van 5 juli tot 21 oktober 1978. De opnamen met acteurs vonden plaats in Shepperton Studios in Londen, terwijl model- en miniatuuropnamen plaatsvonden in Bray Studios in Water Oakley. De productietijd was kort vanwege het lage budget en de druk die 20th Century Fox uitoefende om de film op tijd af te krijgen. Een ploeg van meer dan 200 man werkte mee aan de film.
Voor de film werden drie primaire sets gebouwd; het oppervlak van de planetoïde, het interieur van de Nostromo en een extra ruimteschip. Les Dilley maakte schaalmodellen van de planetoïde en het ruimteschip als model voor de grotere set. Tonnen zand, pleister, vezelglas, steen en gravel werden gebruikt om het landschap van de planetoïde vorm te geven. De ruimtepakken van de acteurs waren dik en voorzien van nylon. Aanvankelijk hadden ze ook geen ventilatie. Omdat het erg warm weer was tijdens de opnamen was het voor de acteurs niet makkelijk om de pakken te dragen. Er stonden altijd verplegers met zuurstofflessen klaar om in te grijpen.
De set van de drie dekken van de Nostromo werd in zijn geheel gebouwd, met elk dek op een ander plateau. Deze plateaus waren met gangen verbonden om ook de overgang van een set naar een andere te kunnen filmen. De set was ontworpen om het schip er oud en gebruikt te laten uitzien. De set van de Nostromo was grotendeels gebouwd van schroot en afvalmetaal. Veel onderdelen, zoals de automatische stoelen, konden uit zichzelf bewegen.
Voor de ruimteschepen en de planeten werden schaalmodellen gebruikt. Voor de alien werd een combinatie gebruikt van poppen en een acteur in een pak. De eerste gedaante van de alien, de “facehugger”, was gemaakt van latex en glasvezel. De tweede gedaante, die uit de torso van een van de astronauten breekt, was een pop. Voor het opnemen van deze scène kregen de acteurs vrijwel geen informatie over wat er zou gebeuren, zodat hun reactie er realistischer zou uitzien. Zo werd onder andere niet verteld dat bij het tevoorschijn komen van de alien nepbloed zou worden rondgespoten. Voor de alien in zijn laatste gedaante werd een latex kostuum gebruikt, met het hoofd als extra deel. Dit kostuum werd gedragen door Bolaji Badejo, een Nigeriaanse student. Bolaji Badejo werd door Ridley Scott uit een bar gepikt voor de rol. Hij volgde onder andere tai-chilessen om geloofwaardige bewegingen voor de alien te kunnen maken. Het kostuum werd deels aan hem aangepast. Zo werden de rugstekels toegevoegd als tegengewicht voor de lange kop.
Scott koos ervoor om de alien in het grootste gedeelte van de film maar een beetje te tonen. Pas tegen het eind krijgt men hem in zijn geheel te zien. Op die manier wilde hij de spanning opbouwen.
De film zou oorspronkelijk eindigen met de vernietiging van de alien in de Nostromo, waarna Ripley zou ontsnappen in een shuttle. Scott wilde de alien echter nog eenmaal terug laten komen en voegde daarom de extra scène toe aan boord van de shuttle.

### Muziek
De muziek voor Alien werd gecomponeerd door Jerry Goldsmith, en gespeeld door het National Philharmonic Orchestra onder leiding van Lionel Newman. Scott wilde oorspronkelijk Isao Tomita de muziek laten componeren, maar 20th Century Fox wilde een componist waar het publiek bekender mee was. Goldsmith werd aangeraden door Alan Ladd jr., de toenmalige president van Fox.
Goldsmith wilde in de openingsscène een gevoel van mysterie en ietwat romantiek creëren als contrast voor de latere toon van de film. Scott vond Goldsmiths originele titelsong echter niet geschikt, dus herschreef Goldsmith het nummer.
Monteur Terry Rawlings koos ervoor om ook muziek van Goldsmith uit eerdere films te gebruiken, waaronder een stuk uit Freud the Secret Passion.

## Ontvangst
Een eerste voorvertoning van Alien in St. Louis sloeg niet aan bij het publiek. Een tweede voorvertoning in Dallas ging al beter. In de lente van 1979 werden in verschillende bioscopen voorvertoningen van de film gegeven. De film werd ondersteund met de tagline "In space no one can hear you scream."
Alien ging officieel in première op 25 mei 1979. De film kreeg een R-rating van de "Motion Picture Association of America film". Reacties op de film waren aanvankelijk gemengd. Enkele critici die aanvankelijk niet met sciencefiction bekend waren, zoals Barry Norman van de BBC's Film-reeks, waren positief over de film. Anderen daarentegen waren kritischer. Vincent Canby en Leonard Maltin waren bijvoorbeeld niet te spreken over de film.
De film was commercieel gezien echter een groot succes. Wereldwijd bracht de film 104.931.801 dollar op. Kort na de première werd Dan O'Bannon aangeklaagd door schrijver Jack Hammer, die beweerde dat O’Bannon het idee voor de film had gestolen van zijn scenario Black Space. O'Bannon kon echter aantonen dat Alien zijn eigen idee was.
Alien had een grote impact op het sciencefictiongenre en horrorgenre. De film inspireerde vele andere filmmakers. Al snel verschenen er films met soortgelijke thema’s, zoals “The Alien Dead”, Contamination (1980), Inseminoid (1981) en Xtro (1982). De film geniet vandaag de dag nog altijd populariteit, ondanks het feit dat deze in 2122 spelende film in 2020 inmiddels meer dan 40 jaar oud is, waardoor de immense computers met hun flikkerende lampjes aandoenlijk nostalgisch aandoen, en de gebruikte computer-beeldschermen uit het pre-interface-tijdperk voor veel wat jongere kijkers niet eens meer herkenbaar zullen zijn.

## Nasleep
De film vormde het begin van een mediafranchise bestaande onder meer een reeks vervolgfilms. In de achttien jaar na Alien volgden allereerst drie vervolgfilms:
- Aliens
- Alien³
- Alien: Resurrection

Verder verschenen er nog twee vervolgfilms, die zich afspelen in de 20e eeuw in plaats van de toekomst. Deze films zijn een kruisbestuiving met de Predator-filmreeks:
- Alien vs. Predator
- Aliens vs. Predator: Requiem

In 2012 verscheen de film Prometheus, die als prequel op deze film beschouwd kan worden.
Ook verscheen in 2017 de film Alien: Covenant, die als vervolg op Prometheus beschouwd kan worden.
In 2024 verscheen Alien: Romulus, een prequel/sequel die zich afspeelt tussen de eerste twee films (Alien en Aliens).
De film bracht ook een grote merchandising met zich mee, zoals een boekversie van de film, geschreven door Alan Dean Foster. Verder verschenen er strips en andere boeken.

## Prijzen en nominaties
| Jaar | Prijs                                         | Categorie                                                                       | Genomineerde(n)                                                      | Uitslag     |
| ---- | --------------------------------------------- | ------------------------------------------------------------------------------- | -------------------------------------------------------------------- | ----------- |
| 1979 | British Society of Cinematographers           | Best Cinematography Award                                                       | Derek Vanlint                                                        | Genomineerd |
| 1979 | Internationaal filmfestival van San Sebastian | Silver Seashell voor beste cinematografie en effecten                           | -                                                                    | Gewonnen    |
| 1980 | Academy Award                                 | Beste effecten                                                                  | H.R. Giger, Carlo Rambaldi, Brian Johnson, Nick Allder, Denys Ayling | Gewonnen    |
| 1980 | Academy Award                                 | Best Art Direction-Set Decoration                                               | Michael Seymour, Leslie Dilley, Roger Christian, Ian Whittaker       | Genomineerd |
| 1980 | Saturn Award                                  | Beste regisseur                                                                 | Ridley Scott                                                         | Gewonnen    |
| 1980 | Saturn Award                                  | Beste sciencefictionfilm                                                        | -                                                                    | Gewonnen    |
| 1980 | Saturn Award                                  | Beste vrouwelijke bijrol                                                        | Veronica Cartwright                                                  | Gewonnen    |
| 1980 | Saturn Award                                  | Beste actrice                                                                   | Sigourney Weaver                                                     | Genomineerd |
| 1980 | Saturn Award                                  | Beste grime                                                                     | Pat Hay                                                              | Genomineerd |
| 1980 | Saturn Award                                  | Beste speciale effecten                                                         | Brian Johnson, Nick Allder                                           | Genomineerd |
| 1980 | Saturn Award                                  | Beste scenario                                                                  | Dan O'Bannon                                                         | Genomineerd |
| 1980 | BAFTA Award                                   | Beste Productieontwerp                                                          | Michael Seymour                                                      | Gewonnen    |
| 1980 | BAFTA Award                                   | Beste filmmuziek                                                                | Derrick Leather, Jim Shields, Bill Rowe                              | Gewonnen    |
| 1980 | BAFTA Award                                   | Anthony Asquith Award for Film Music                                            | Jerry Goldsmith                                                      | Genomineerd |
| 1980 | BAFTA Award                                   | Beste kostuumontwerp                                                            | John Mollo                                                           | Genomineerd |
| 1980 | BAFTA Award                                   | Beste montage                                                                   | Terry Rawlings                                                       | Genomineerd |
| 1980 | BAFTA Award                                   | Beste mannelijke bijrol                                                         | John Hurt                                                            | Genomineerd |
| 1980 | BAFTA Award                                   | Meest veelbelovende nieuwkomer in een hoofdrol                                  | Sigourney Weaver                                                     | Genomineerd |
| 1980 | Golden Globe                                  | Best Original Score - Motion Picture                                            | Jerry Goldsmith                                                      | Genomineerd |
| 1980 | Grammy Award                                  | Best Album of Original Score Written for a Motion Picture or Television Special | Jerry Goldsmith                                                      | Genomineerd |
| 1980 | Hugo Award                                    | Best Dramatic Presentation                                                      | -                                                                    | Gewonnen    |
| 2003 | DVDX Award                                    | Beste audiocommentaar                                                           | Ridley Scott, Ronald Shusett, Terry Rawlings                         | Gewonnen    |
| 2003 | DVDX Award                                    | Best Overall DVD, Classic Movie (Including All Extra Features)                  | Charles de Lauzirika                                                 | Gewonnen    |
| 2003 | DVDX Award                                    | Best Behind-the-Scenes Program (New for DVD)                                    | Charles de Lauzirika                                                 | Genomineerd |
| 2003 | DVDX Award                                    | Best Menu Design                                                                | Matt Kennedy                                                         | Genomineerd |
| 2004 | Saturn Award                                  | Best DVD Collection                                                             | -                                                                    | Genomineerd |
| 2004 | Sierra Award                                  | Best DVD                                                                        | -                                                                    | Gewonnen    |
| 2004 | Golden Satellite Award                        | Best DVD Extras                                                                 | -                                                                    | Genomineerd |
| 2004 | Golden Satellite Award                        | Best Overall DVD                                                                | -                                                                    | Genomineerd |

In 2002 werd Alien opgenomen in het National Film Registry

## Citaten
- [Parker] (nadat Ash’ hoofd van zijn lichaam is gevallen): It's a robot. Ash is a god damn robot.
- [Ripley] (laatste zin van de film): Final report of the commercial starship Nostromo, third officer reporting. The other members of the crew, Kane, Lambert, Parker, Brett, Ash and Captain Dallas, are dead. Cargo and ship destroyed. I should reach the frontier in about six weeks. With a little luck, the network will pick me up. This is Ripley, last survivor of the Nostromo, signing off.

Taglines:
- In space no one can hear you scream.
- Sometimes the scariest things come from within.
- A word of warning …